# ディンドラン
ディンドラン（Dindrane）は、アーサー王伝説などに登場する人物で、パーシヴァル卿の姉妹。版によっては、母親が異なっている。また、彼女のポジションにいる人物の名前は流動的でアグレスティッツア（Agrestiza）など、他の名前が与えられているものもある。名前が与えられないことが多く、現にマロリーの『アーサー王の死』では一貫して「パーシヴァルの妹」で表記され、個人名はでていない。だが、聖杯探求のエピソードでは重要な役割を与えられており、時には「聖杯のヒロイン」と呼ばれることもある。
ディンドランが初めてパーシヴァルに出会うのは、パーシヴァルが母の城に帰郷した時のこと。このとき、ディンドランはパーシヴァルの出発の後、母が死去したことを説明する。版によっては、パーシヴァルはディンドランを世捨て人の叔父に任せて立ち去ったり、「乙女の城」（Castle of Maidens）に残して出発したりしている。
後、ディンドランはガラハッド、ボールス、パーシヴァルら聖杯の3騎士に出会うと、このとき自分の名を名乗る（これ以前の段階でディンドランの名が明らかにされていない）。そして、ディンドランは騎士達に冒険に有益な魔法の船、生命の木、その他自分の運命などの情報を提供する。
聖杯を求める船旅が終わると、癩病に感染している夫人のいる城に到着する。城の人間は、病の治療のためと称し、処女の生き血を要求するが、騎士達はこれを拒絶する。しかし、心優しいディンドランは癩病の治療のため、自分の血を提供することを決意し、出血多量で命を落としてしまった。そういう犠牲はあったものの、ガラハッドたちは最終的には聖杯に到達することに成功している。